# 카메룬 컵
카메룬 컵(Cameroon Cup)은 카메룬 에서 열리는 녹아웃 방식으로  전국 축구 대회이다.